# Tode jukun
Todê jukun (唐手十訓) é o código de conduta do caratê idealizado por Anko Itosu, que estabelece a ética e expõe os princípios gerais do caratê em seus estágios iniciais como uma das artes marciais japonesas. É composto por dez regras.

## História
O mestre Itosu fundou o estilo Shorin-ryu de Karatê todas as técnicas que aprendera em seus anos de treino e estudo, assim ele reuniu os estilos tradicionais Shuri-te e Tomari-te dentro de uma escola só com o intuito de preservar todo o conhecimento da arte marcial de Okinawa de um modo seguro.
Além de tal iniciativa, o mestre tinha a meta de difundir sua arte marcial por todo o arquipélago japonês e, para tanto, visava ensinar To-de (como à época era conhecida) a todas as crianças, até para melhorar suas condições de saúde e disciplina. Atribui-se ao mestre a mudança de denominação para "karate" (mãos vazias), no fito de romper preconceitos no resto do Japão, haja vista que se via To-de como uma arte marcial estrangeira, de China, pois To-de significa "mãos chinesas".
Dentro dos esforços despendidos para alcançar sua meta, em 1908, Itosu encaminhou missiva endereçada aos ministros da Guerra e da Educação do Japão. A finalidade da medida era desmistificar estórias e preconceitos em relação ao caratê e realçar seus caracteres didático e marcial.

### Carta de Itosu
Há muitas traduções da carta de Mestre Anko Itosu, o que impossibilita saber qual delas é a mais correcta. Todavia, todas as traduções são mais ou menos congruentes. Eis uma delas:
| “ | O karate não se desenvolveu a partir do Budismo ou Confucionismo. No passado, as escolas Shorin-ryu e Shorei-ryu foram trazidas até Okinawa da China. Ambas têm seus pontos fortes e assim irei listá-los abaixo da maneira como são, sem embelezamento: 1. O karate não é praticado apenas para o benefício individual, pode ser usado para proteger sua família e seu mestre. Ele não é pensado para ser utilizado apenas contra um único bandido, mas sim, como uma forma de se evitar uma briga caso se venha a ser confrontado com um vilão ou um valentão. 2. O propósito do karate é tornar os músculos e ossos duros como rochas e usar as mãos e pernas como lanças. Se as crianças iniciassem a treinar naturalmente nas proezas militares enquanto na escola fundamental elas ficariam aptas ao serviço militar. Lembre-se das palavras atribuídas ao Duque de Wellington depois de ter derrotado Napoleão: "A batalha de hoje foi vencida nos campos de jogo de nossas escolas". 3. O karate não pode ser aprendido rapidamente. Assim como um touro que se move lentamente pode viajar mil quilômetros, se alguém treinar diligentemente por uma ou duas horas todos os dias, em três ou quatro anos irá ver uma mudança no físico. Aqueles que treinarem desta maneira irão descobrir os princípios mais profundos do caratê. 4. Em karate, treinamento das mãos e dos pés é importante, então você deve treinar meticulosamente com makiwara. Para fazer isso, abaixe seus ombros, abra os pulmões, reúna sua força, agarre o chão com os pés e concentre sua energia no baixo abdômen. Pratique utilizando cada braço de cem a duzentas vezes por dia. 5. Quando praticar as bases do karate certifique-se de manter as costas eretas, ombros abaixados, colocar a força em suas pernas, manter-se firme e direcione a energia para o baixo abdômen. 6. Pratique cada uma das técnicas do karate repetidamente. Aprenda bem as interpretações de cada técnica e decida quando e de que maneira aplicá-las quando necessário. Entre, contra-ataque, afaste-se: é a regra para o torite. 7. Vós deveis decidir se o karate é para saúde ou para auxiliar nos deveres. 8. Quando treinar, faça como se estivesse no campo de batalha. Seus olhos devem ficar penetrantes, os ombros baixos e o corpo endurecido. Deve-se treinar sempre com intensidade e espírito como se realmente estivesse encarando o inimigo e desta forma naturalmente ficar-se-á pronto. 9. Se se usar excessivamente sua força no treinamento de karate isso irá causar a perda de energia no baixo abdômen e será perigoso para o corpo. Os olhos e o rosto ficarão vermelhos. Ser cuidadoso para controlar o treinamento. 10. No passado, muitos mestres de karate gozaram uma longa vida. O karate auxilia no desenvolvimento de ossos e músculos. Ajuda tanto na digestão quanto na circulação. Se o karate fosse introduzido desde o ensino fundamental, então produziríamos muitos homens capazes de derrotar dez agressores cada. Se os estudantes da faculdade de formação de professores aprendessem karate de acordo com os preceitos acima e, após a graduação, disseminassem isto para as escolas elementares em todas as regiões, em 10 anos o karate iria se espalhar por toda Okinawa e para a ilha principal do Japão. O karate , assim, faria uma grande contribuição para nosso exército. Espero que você considere seriamente o que escrevi aqui. Anko Itosu, outubro de 1908 | ” |

## Legado
Alguns mestres sustentam que o Tode jukun, além de estabelecer uma ética para a arte marcial, ainda inspirou a subsequentes mestres as criar outros códigos de conduta (Niju kun, Dojo kun), que vieram a servir de reforço.[carece de fontes?]